# Tour de Guyane 2019
Le Tour de Guyane 2019 est la 30e édition du Tour de Guyane. Le départ a eu lieu le 17 août 2019, dans la capital (face à l’entrée de la CTG) et l'arrivée est jugée le 25 août, aussi à Cayenne, au même endroit.

## Équipes
105 coureurs répartis dans 18 équipes (9 équipes locales et 9 équipes invitées) prennent part à ce Tour de Guyane.
| Équipes locales                   | Équipes locales | Équipes locales |
| Nom de l'équipe                   | Pays            | Code            |
| --------------------------------- | --------------- | --------------- |
| Croix Du Sud                      | Guyane          |                 |
| Vélo Club de Kourou               | Guyane          | VCK             |
| Espoir Cycliste Guyanais          | Guyane          | ECG             |
| USL Montjoly                      | Guyane          | USLM            |
| Sprint Club Macouria              | Guyane          | SCM             |
| EC Guyanais 2                     | Guyane          |                 |
| Hôtel Amazonia Vélo Club Guyanais | Guyane          |                 |
| Vélo Club Sinnamary               | Guyane          | VCS             |
| VC Guyanais 2                     | Guyane          |                 |

| Équipes invitées                | Équipes invitées | Équipes invitées |
| Nom de l'équipe                 | Pays             | Code             |
| ------------------------------- | ---------------- | ---------------- |
| Les Sables Vendée Cyclisme-Cube | France           |                  |
| Sélection de Guadeloupe         | Guadeloupe       |                  |
| Hessen-Frankfurt-Opelit         | Allemagne        | HFO              |
| Paris Cycliste Olympique        | France           | PCO              |
| ZRTC Theo Middelkamp            | Pays-Bas         |                  |
| Velo Schils Interbike CT        | Royaume-Uni      |                  |
| Sélection de Martinique         | Martinique       |                  |
| EV Angers Doutre                | France           |                  |
| VC Amateur Saint-Quentin        | France           |                  |

## Étapes
L'édition 2019 du Tour de Guyane comporte neuf étapes dont deux contre-la-montre individuels.
| Étape                  | Date         | Villes étapes                                     |                             | Distance (km) | Vainqueur d’étape   | Leader du classement général |
| ---------------------- | ------------ | ------------------------------------------------- | --------------------------- | ------------- | ------------------- | ---------------------------- |
| 1re étape              | sam. 17 août | Cayenne (CTG) – Macouria                          | Étape de plaine             | 149,4         | Jean-Claude Uwizeye | Jean-Claude Uwizeye          |
| 2e étape - 1er Tronçon | sam. 18 août | Matoury - Remire-Montjoly                         | Contre-la-montre individuel | 10,420        | Wilson Renwick      | Wilson Renwick               |
| 2e étape - 2e Tronçon  | dim. 18 août | Remire-Montjoly – Rémire                          | Étape de moyenne montagne   | 119,330       | Ronald Géran        | Larry Lutin                  |
| 3e étape               | lun. 19 août | Cayenne – Sinnamary                               | Étape de plaine             | 150,340       | Guillaume Gaboriaud | Larry Lutin                  |
| 4e étape               | mar. 20 août | Sinnamary – Saint-Laurent-du-Maroni               | Étape de plaine             | 171,900       | James Grinville     | Larry Lutin                  |
| 5e étape               | mer. 21 août | Mana – Saint-Laurent-du-Maroni – Apatou           | Étape de moyenne montagne   | 162,500       | Patrice Ringuet     | Patrice Ringuet              |
| 6e étape               | jeu. 22 août | Saint-Laurent-du-Maroni – Saint-Laurent-du-Maroni | Étape de moyenne montagne   | 115,960       | Adrien Alidor       | Patrice Ringuet              |
| 7e étape               | ven. 23 août | Saint-Laurent-du-Maroni – Iracoubo                | Étape de plaine             | 112,590       | Quentin Bernard     | Jean-Claude Uwizeye          |
| 8e étape - 1er Tronçon | sam. 24 août | Sinnamary – Sinnamary                             | Contre-la-montre individuel | 14,1          | Cédric Locatin      | Jean-Claude Uwizeye          |
| 8e étape - 2e Tronçon  | sam. 24 août | Sinnamary - Kourou                                | Étape de plaine             | 126,200       | Baptiste Didier     | Jean-Claude Uwizeye          |
| 9e étape               | dim. 25 août | Kourou (CSG) - Matoury- Cayenne (CTG)             | Étape de plaine             | 142,800       | Hermann Keller      | Jean-Claude Uwizeye          |